# Matija Kvasina
Matija Kvasina (ur. 4 grudnia 1981 roku w Novej Gradisce) – chorwacki kolarz szosowy, uczestnik igrzysk olimpijskich w Pekinie i w Rio de Janeiro. 

## Igrzyska olimpijskie
Wziął udział w dwóch edycjach igrzysk olimpijskich. W Pekinie, w wyścigu masowym, zajął 56. miejsce, zaś w Rio de Janeiro, w wyścigu ze startu wspólnego, nie został sklasyfikowany w końcowej tabeli zawodników, gdyż nie dojechał do mety. 